# Wayne Simmonds
Wayne Simmonds (ur. 26 sierpnia 1988 w Scarborough, Ontario) – kanadyjski hokeista, reprezentant Kanady.

## Kariera klubowa
- Toronto Aeros Midget AA (2003-2004)
- Toronto Jr. Canadiens Midget AAA (2004-2005)
- Brockville Braves (2005-2006)
- Owen Sound Attack (2006-2007)
- Sault Ste. Marie Greyhounds (2007-2008)
- Los Angeles Kings (2008-2011)
- Philadelphia Flyers (2011-2019)
  -  Eispiraten Crimmitschau (2012)
  -  Bílí tygři Liberec (2012)
- Nashville Predators (2019)
- New Jersey Devils (2019-2020)
- Buffalo Sabres (2020)
- Toronto Maple Leafs (2020-)

Wychowanek klubu Toronto Aces MHA. W latach 2006 do 2008 grał ww dwóch klubach w juniorskich rozgrywkach OHL w ramach CHL. W drafcie NHL z 2007 został wybrany przez Los Angeles Kings. W barwach tego zespołu grał w lidze NHL przez trzy sezony od 2008 do 2011. Tym samym jest jenym z nielicznych czarnoskórych hokeistów w tej lidze. W czerwcu 2011 został przetransferowany do klubu Philadelphia Flyers (w toku wymiany wraz z nim przekazany został Brayden Schenn, a z Filadelfii do Los Angeles trafił Mike Richards). W lipcu 2011 podpisał dwuletni kontrakt z klubem, a w sierpniu 2012 podpisał sześcioletnią umowę, obowiązującą od 2013. Po ogłoszeniu lokautu w sezonie NHL (2012/2013) od września 2012 tymczasowo był zawodnikiem niemieckiego klubu Eispiraten Crimmitschau w 2. Bundeslidze (zagrał 9 meczów), po czy od końca października został także tymczasowo graczem czeskiej drużyny Bílí tygři Liberec w tamtejszej ekstralidze (zagrał 6 spotkań). Następnie powrócił do USA i rozegrał skrócony sezon NHL 2012/2013. Po wielu latach gry w drużynie z Filadelfii w lutym 2019 został przetransferowany do Nashville Predators. W sezonie 2019-2020 był zawodnikiem New Jersey Devils. W tym 2020 został przetransferowany do Buffalo Sabres, a stamtąd w październiku do Toronto Maple Leafs.
W trakcie kariery określany pseudonimami Simmer, Night Train (Nocny Pociąg).

## Kariera reprezentacyjna
Został reprezentantem Kanady. Występował w kadrze juniorskiej kraju na mistrzostwach świata do lat 20 w 2008. W kadrze seniorskiej wczestniczył w turniejach mistrzostw świata w 2013, 2017.

## Rasistowskie incydenty
22 września 2011 podczas meczu sparingowego w kanadyjskiem mieście London pomiędzy Philadelphia Flyers i Detroit Red Wings w momencie wykonywania rzutu karnego przez Simmondsa na lód został rzucony banan. Podejrzany o popełnienie tego czynu został ukarany grzywną.
Podczas tymczasowego zaangażowania Simmondsa do gry w Czechach miał miejsce kolejny incydent: 28 października 2012 w Chomutovie podczas meczu Piráti Chomutov - barwach Bílí tygři Liberec miejscowi kibice wznosili okrzyki „opice” (pol. małpa). Osiem osób zidentyfikowanych jako sprawcy okrzyków zostali ukarani zakazem wstępu przez rok na wszelkie imprezy sportowe.

## Sukcesy

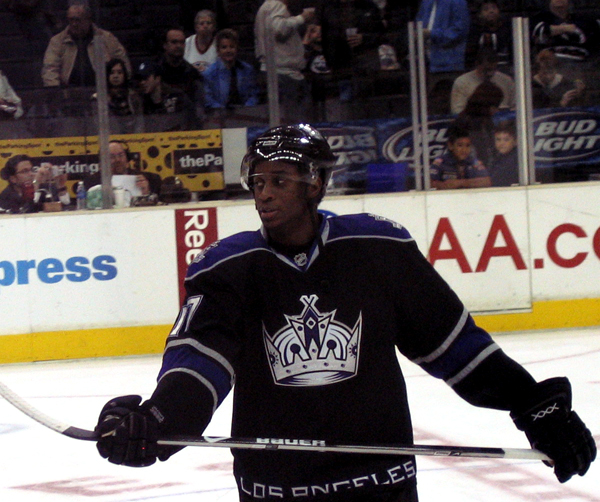
Wayne Simmonds w barwach Los Angeles Kings (2008)

Reprezentacyjne
- Złoty medal mistrzostw świata juniorów do lat 20: 2008
- Srebrny medal mistrzostw świata: 2017

Klubowe
- Bumbacco Trophy: 2008 z Sault Ste. Marie Greyhounds

Indywidualne
- Sezon OHL (2007/2008): trzeci skład gwiazd
- NHL (2016/2017): Mecz Gwiazd NHL edycji 2017
- NHL (2018/2019): Mark Messier Leadership Award[20]